# Wereldkampioenschap superbike van Sepang 2014
Het wereldkampioenschap superbike van Sepang 2014 was de zesde ronde van het wereldkampioenschap superbike en het wereldkampioenschap Supersport 2014. De races werden verreden op 8 juni 2014 op het Sepang International Circuit nabij Sepang, Maleisië.

## Superbike

### Race 1
De Bimota-coureurs werden niet opgenomen in de uitslag omdat hun motorfiets niet was gehomologeerd door de FIM.
| Pos | Nr | Rijder               | Constructeur | Rondes | Tijd         | Grid | Punten |
| --- | -- | -------------------- | ------------ | ------ | ------------ | ---- | ------ |
| 1   | 33 | Marco Melandri       | Aprilia      | 16     | 33:42.359    | 5    | 25     |
| 2   | 50 | Sylvain Guintoli     | Aprilia      | 16     | +0.620       | 1    | 20     |
| 3   | 58 | Eugene Laverty       | Suzuki       | 16     | +12.865      | 7    | 16     |
| 4   | 7  | Chaz Davies          | Ducati       | 16     | +15.437      | 8    | 13     |
| 5   | 24 | Toni Elías           | Aprilia      | 16     | +15.723      | 4    | 11     |
| 6   | 65 | Jonathan Rea         | Honda        | 16     | +31.304      | 10   | 10     |
| 7   | 91 | Leon Haslam          | Honda        | 16     | +34.093      | 11   | 9      |
| 8   | 34 | Davide Giugliano     | Ducati       | 16     | +35.804      | 3    | 8      |
| 9   | 44 | David Salom          | Kawasaki     | 16     | +42.031      | 12   | 7      |
| 10  | 19 | Leon Camier          | BMW          | 16     | +49.465      | 16   | 6      |
| 11  | 21 | Jérémy Guarnoni      | Kawasaki     | 16     | +53.715      | 20   | 5      |
| 12  | 21 | Alessandro Andreozzi | Kawasaki     | 16     | +1:07.783    | 21   | 4      |
| 13  | 67 | Bryan Staring        | Kawasaki     | 16     | +1:10.746    | 23   | 3      |
| 14  | 10 | Imre Tóth            | BMW          | 16     | +1:18.143    | 24   | 2      |
| 15  | 98 | Romain Lanusse       | Kawasaki     | 16     | +1:21.026    | 22   | 1      |
| 16  | 20 | Aaron Yates          | EBR          | 16     | +1:49.054    | 27   |        |
| DNF | 59 | Niccolò Canepa       | Ducati       | 13     | Uitgevallen  | 13   |        |
| DNF | 32 | Sheridan Morais      | Kawasaki     | 7      | Uitgevallen  | 17   |        |
| DNF | 56 | Péter Sebestyén      | BMW          | 6      | Uitgevallen  | 25   |        |
| DNF | 71 | Claudio Corti        | MV Agusta    | 6      | Uitgevallen  | 14   |        |
| DNF | 9  | Fabien Foret         | Kawasaki     | 4      | Uitgevallen  | 19   |        |
| DNF | 22 | Alex Lowes           | Suzuki       | 0      | Ongeluk      | 9    |        |
| DNF | 76 | Loris Baz            | Kawasaki     | 0      | Ongeluk      | 6    |        |
| DNF | 1  | Tom Sykes            | Kawasaki     | 0      | Ongeluk      | 2    |        |
| DNS | 99 | Geoff May            | EBR          | 0      | Niet gestart | 26   |        |
| DSQ | 86 | Ayrton Badovini      | Bimota       | 16     | +55.683      | 18   |        |
| DSQ | 2  | Christian Iddon      | Bimota       | 8      | Ongeluk      | 15   |        |

### Race 2
De race, die gepland stond over een afstand van 16 ronden, werd na 3 ronden stilgelegd omdat de motorfiets van Claudio Corti olie op het circuit lekte. De race werd later herstart over een lengte van 10 ronden. De Bimota-coureurs werden niet opgenomen in de uitslag omdat hun motorfiets niet was gehomologeerd door de FIM.
| Pos | Nr | Rijder               | Constructeur | Rondes | Tijd                  | Grid | Punten |
| --- | -- | -------------------- | ------------ | ------ | --------------------- | ---- | ------ |
| 1   | 33 | Marco Melandri       | Aprilia      | 10     | 21:00.424             | 5    | 25     |
| 2   | 50 | Sylvain Guintoli     | Aprilia      | 10     | +0.166                | 1    | 20     |
| 3   | 1  | Tom Sykes            | Kawasaki     | 10     | +2.689                | 2    | 16     |
| 4   | 24 | Toni Elías           | Aprilia      | 10     | +5.386                | 4    | 13     |
| 5   | 76 | Loris Baz            | Kawasaki     | 10     | +5.514                | 6    | 11     |
| 6   | 65 | Jonathan Rea         | Honda        | 10     | +7.073                | 10   | 10     |
| 7   | 58 | Eugene Laverty       | Suzuki       | 10     | +7.476                | 7    | 9      |
| 8   | 7  | Chaz Davies          | Ducati       | 10     | +11.057               | 8    | 8      |
| 9   | 22 | Alex Lowes           | Suzuki       | 10     | +15.866               | 9    | 7      |
| 10  | 34 | Davide Giugliano     | Ducati       | 10     | +16.206               | 3    | 6      |
| 11  | 91 | Leon Haslam          | Honda        | 10     | +16.488               | 11   | 5      |
| 12  | 19 | Leon Camier          | BMW          | 10     | +23.820               | 16   | 4      |
| 13  | 44 | David Salom          | Kawasaki     | 10     | +30.653               | 12   | 3      |
| 14  | 21 | Jérémy Guarnoni      | Kawasaki     | 10     | +31.266               | 20   | 2      |
| 15  | 59 | Niccolò Canepa       | Ducati       | 10     | +43.009               | 13   | 1      |
| 16  | 67 | Bryan Staring        | Kawasaki     | 10     | +46.127               | 23   |        |
| 17  | 32 | Sheridan Morais      | Kawasaki     | 10     | +58.167               | 17   |        |
| 18  | 10 | Imre Tóth            | BMW          | 10     | +1:00.017             | 24   |        |
| 19  | 56 | Péter Sebestyén      | BMW          | 10     | +1:03.574             | 25   |        |
| 20  | 20 | Aaron Yates          | EBR          | 10     | +1:13.522             | 27   |        |
| DNF | 98 | Romain Lanusse       | Kawasaki     | 5      | Ongeluk               | 22   |        |
| DNF | 21 | Alessandro Andreozzi | Kawasaki     | 2      | Ongeluk               | 21   |        |
| DNF | 9  | Fabien Foret         | Kawasaki     | 0      | Uitgevallen           | 19   |        |
| DNS | 71 | Claudio Corti        | MV Agusta    | 0      | Uitgevallen in race 1 | 14   |        |
| DNS | 99 | Geoff May            | EBR          | 0      | Niet gestart          | 26   |        |
| DSQ | 86 | Ayrton Badovini      | Bimota       | 10     | +29.094               | 18   |        |
| DSQ | 2  | Christian Iddon      | Bimota       | 10     | +36.354               | 15   |        |

## Supersport
| Pos | Nr  | Rijder               | Constructeur | Rondes | Tijd           | Grid | Punten |
| --- | --- | -------------------- | ------------ | ------ | -------------- | ---- | ------ |
| 1   | 60  | Michael van der Mark | Honda        | 14     | 30:23.854      | 3    | 25     |
| 2   | 16  | Jules Cluzel         | MV Agusta    | 14     | +0.018         | 1    | 20     |
| 3   | 54  | Kenan Sofuoğlu       | Kawasaki     | 14     | +4.526         | 4    | 16     |
| 4   | 44  | Roberto Rolfo        | Kawasaki     | 14     | +4.651         | 5    | 13     |
| 5   | 26  | Lorenzo Zanetti      | Honda        | 14     | +9.187         | 6    | 11     |
| 6   | 14  | Ratthapark Wilairot  | Honda        | 14     | +12.494        | 10   | 10     |
| 7   | 35  | Raffaele De Rosa     | Honda        | 14     | +13.515        | 13   | 9      |
| 8   | 99  | P.J. Jacobsen        | Kawasaki     | 14     | +20.400        | 8    | 8      |
| 9   | 20  | Zaqhwan Zaidi        | Honda        | 14     | +20.579        | 7    | 7      |
| 10  | 24  | Marco Bussolotti     | Honda        | 14     | +29.038        | 14   | 6      |
| 11  | 11  | Christian Gamarino   | Kawasaki     | 14     | +33.204        | 16   | 5      |
| 12  | 84  | Riccardo Russo       | Honda        | 14     | +39.729        | 17   | 4      |
| 13  | 10  | Alessandro Nocco     | Kawasaki     | 14     | +48.739        | 15   | 3      |
| 14  | 65  | Vladimir Leonov      | MV Agusta    | 14     | +50.260        | 18   | 2      |
| 15  | 9   | Tony Coveña          | Kawasaki     | 14     | +1:02.471      | 22   | 1      |
| 16  | 89  | Fraser Rogers        | Honda        | 14     | +1:17.358      | 20   |        |
| DNF | 5   | Roberto Tamburini    | Kawasaki     | 10     | Ongeluk        | 12   |        |
| DNF | 4   | Jack Kennedy         | Honda        | 10     | Ongeluk        | 9    |        |
| DNF | 21  | Florian Marino       | Kawasaki     | 10     | Ongeluk        | 11   |        |
| DNF | 61  | Fabio Menghi         | Yamaha       | 9      | Schade ongeluk | 19   |        |
| DNF | 7   | Nacho Calero         | Honda        | 7      | Uitgevallen    | 23   |        |
| DNF | 88  | Kev Coghlan          | Yamaha       | 4      | Ongeluk        | 2    |        |
| DNF | 161 | Alexey Ivanov        | Yamaha       | 1      | Ongeluk        | 21   |        |

## Tussenstanden na wedstrijd

### Superbike
| Pos | Nr | Rijder           | Team     | Punten |
| --- | -- | ---------------- | -------- | ------ |
| 1   | 1  | Tom Sykes        | Kawasaki | 201    |
| 2   | 50 | Sylvain Guintoli | Aprilia  | 188    |
| 3   | 65 | Jonathan Rea     | Honda    | 179    |
| 4   | 76 | Loris Baz        | Kawasaki | 170    |
| 5   | 33 | Marco Melandri   | Aprilia  | 147    |

### Supersport
| Pos | Nr | Rijder               | Team      | Punten |
| --- | -- | -------------------- | --------- | ------ |
| 1   | 60 | Michael van der Mark | Honda     | 115    |
| 2   | 16 | Jules Cluzel         | MV Agusta | 82     |
| 3   | 21 | Florian Marino       | Kawasaki  | 76     |
| 4   | 26 | Lorenzo Zanetti      | Honda     | 60     |
| 5   | 88 | Kev Coghlan          | Yamaha    | 60     |

2014 · 2015 · 2016